# Fais-moi peur !
Ne doit pas être confondu avec Shérif, fais-moi peur.
Fais-moi peur ! (Are You Afraid of the Dark?) est une série télévisée canadienne en 94 épisodes de 21 minutes, créée par D. J. MacHale et diffusée depuis le 31 octobre 1990 sur la chaîne YTV.
Au Québec, elle a été diffusée à partir du 7 septembre 1993 à Canal Famille, et en France, à partir de 1993 sur France 3 dans l'émission Les Minikeums et rediffusée sur Canal J en 2002, Gulli et TMC. En Belgique, la série est diffusée sur OUFtivi en 2012.
Une nouvelle version de la série est produite par les Studios Nickelodeon et diffusée à partir du 11 octobre 2019 aux États-Unis. La diffusion française débute le 18 janvier 2020 sur Nickelodeon. La deuxième saison est diffusée à partir du 26 septembre 2021 sur Nickelodeon Teen.

## Synopsis
Cette série, destinée à la jeunesse, est une série d'histoires horrifiques et fantastiques indépendantes racontées par des enfants et des adolescents autour d'un feu de camp.
Durant la nuit dans les bois, une fois par semaine, les membres de la Société de Minuit se réunissent et à chaque fois à tour de rôle l'un des membres présents doit raconter une histoire effrayante. Le narrateur se saisit alors d'une bourse remplie d'une poudre mystérieuse, en jette une poignée dans le feu avant de dire « Soumise à l'approbation de la société de minuit, cette histoire s'intitule… »

## Fiche technique
- Titre original : Are You Afraid of the Dark?
- Titre français : Fais-moi peur !
- Création : D. J. MacHale
- Scénario :
- Musique : Jeff Zahn et Jeff Fisher
- Production : David Winning
- Sociétés de production : Cookie Jar Entertainment, Nickelodeon
- Sociétés de distribution :
- Pays d'origine :  Canada
- Langue d'origine : anglais
- Chaîne d'origine : YTV
- Nombre d'épisodes : 94 (8 saisons)
- Genre : Série fantastique, horrifique
- Durée : 21 minutes
- Dates de première diffusion :
  -  Canada : 31 octobre 1990 sur YTV
  -  Québec : 7 septembre 1993 sur Télévision de Radio-Canada
  -  France : 1993 sur France 2
  -  Belgique : 8 mars 2020 sur Nickelodeon Wallonie
- Classement d'âge: Tout public

## Distribution
- Ross Hull (en) : Gary/Henri (saisons 1 à 5 puis invité saison 7)
- Jodie Resther : Kiki (saisons 1 à 5)
- Jason Alisharan : Frank (saisons 1 à 4)
- Raine Pare-Coull : Betty Ann/Viviane (saisons 1 à 5)
- Joanna García : Samanta dite Sam (saisons 3 à 5)
- Rachel Blanchard (VQ : Manon Laflamme) : Kristen/Christine (saisons 1 et 2)
- Nathaniel Moreau : David (saisons 1 et 2)
- Jacob Tierney : Eric (saison 1)
- Malia Baker : Gabby Lewis (saison 2)
- Daniel DeSanto : Tucker/Thierry (saisons 3 à 7)
- Codie Wilbee : Stig/Ziggy (saison 5)
- Vanessa Lengies (VQ : Bianca Gervais) : Evangeline/Vanessa (saisons 6 et 7)
- Elisha Cuthbert : Megan/Morgane (saisons 6 et 7)
- Kareem Blackwell : Quinn/Julien (saisons 6 et 7)
- David Deveau : Andy (saisons 6 et 7)

Mini-série (2019)
- Lyliana Wray : Rachel (saison 8)
- Sam Ashe Arnold : Gavin (saison 8)
- Miya Cech : Akiko (saison 8)
- Jeremy Ray Taylor : Graham (saison 8)
- Tamara Smart : Louise (saison 8)
- Rafael Casal : M. Tophat (saison 8)

 Source et légende : version québécoise (VQ) sur Doublage.qc.ca

## Production
Cinq saisons de la série ont été diffusées de 1990 à 1996. Deux autres ont été produites en 1999 et 2000 avec un remaniement complet de la distribution de la Société de Minuit. Une web-série québécoise dérivée de a été créée en 2010, As-tu peur du noir ?.
Dans la version française, certains prénoms des membres de la Société de Minuit ont été changés : Gary en Henri, Tucker en Thierry, Betty Ann en Viviane et Stig en Ziggy.

## Adaptations
Une série de 23 romans jeunesse a été adaptée des différents épisodes. Un jeu de société, Are You Afraid of the Dark?: The Game a été produit. Le jeu vidéo d'aventure Are You Afraid of the Dark? The Tale of Orpheo's Curse et sorti en 1994 sur Windows. Il a reçu la note de 3,5/5 sur le site Adventure Gamers. 

## Introductions et conclusions différentes
Lors de sa diffusion sur France 3, une introduction et une conclusion avec un casting différent et francophone étaient visibles au début et à la fin de chaque épisode. Il est impossible aujourd'hui de remettre la main sur les épisodes avec ces introductions et conclusions alternatives.